# トーセ
株式会社トーセ（英: TOSE CO.,LTD.）は、日本のゲームソフト開発会社。本社は京都府京都市下京区。

## 概要
多くのゲームソフト会社と受託開発契約（アウトソーシング）を結び、開発したゲームソフトやモバイルコンテンツ数は約2300タイトルに達している。ゲーム業界最大手の受託開発会社と見られる。
トーセ自体は完全オリジナル作品の『伝説のスタフィー』シリーズ（任天堂）のみの著作権を管理しており、任天堂以外の受託開発を担当した作品については、ゲーム中の著作権表記を含め同社が開発に関わったことを基本的に公表していない。このため、開発に携わったゲームタイトルの全容はいまだに明かされていない。そのことから「ゲーム業界の影武者」と称される。同一スタッフが複数社のゲーム開発に関わるため、エンドクレジットの多くは本名ではない。古くは、SNK社の『サスケvsコマンダー』（1980年）などのアーケード作品も手掛けたが、その後は主にコンシューマー作品が中心である。
ソフトウェア開発がほぼ外注化されているスクウェア・エニックスの旧エニックス部門やバンダイナムコエンターテインメントのバンダイレーベル（旧バンダイ）などはもとより、大手メーカーの看板タイトルクラスの開発を担当していることもある。そのため、社内の各開発チーム間の情報は一切遮断されているという。
エニックス（現スクウェア・エニックス）より発売された『ドラゴンクエストモンスターズ』シリーズの開発に携わったことで、その存在が知られるようになった。また、大型版権の『ファイナルファンタジーシリーズ』や『ドラゴンクエストシリーズ』のメインシリーズなど、旧作のリメイク移植を受託していることもある。『ドラゴンクエストVIII 空と海と大地と呪われし姫君』『ドラゴンクエストIX 星空の守り人』のサウンドプログラムも担当した。
トーセ自身が自社開発製品である事を公にしているものは、前述『サスケvsコマンダー』のほか、『ヴァンガード』（以上SNKの販売）や任天堂より発売された『伝説のスタフィー』シリーズなど、ごくわずかである。
なお、自社ブランドにこだわらずに受託開発に徹する理由としては、自社ブランドでリリースすると取引先が競合相手となることで、取引上の信頼関係が崩れてしまうことを防ぐためとしている。また、開発タイトルを非公表としている件については顧客間の守秘義務を理由としている。
2007年12月、ゲーム制作費、顧客情報等のファイルがインターネット上に流出した。
2008年には角川書店、講談社、集英社、小学館の4社と共同でリブリカを設立、Wii向けに電子コミック配信事業などを開始する。

## 沿革
- 1979年11月 - 株式会社東亜セイコー（略称東セ）より分離独立し、京都府京都市東山区に株式会社トーセを設立。
- 1984年4月 - ファミリーコンピュータ用ソフトウェアの開発に着手。
- 1986年5月 - 京都府乙訓郡大山崎町に本社を移転。
- 1999年
  - 8月 - 大阪証券取引所第二部、京都証券取引所に株式を上場。
  - 10月 - 四条烏丸に京都本社を開設。
- 2000年9月 - 東京証券取引所第二部に株式を上場。
- 2001年
  - 3月 - 中華人民共和国浙江省杭州市に現地法人「東星軟件（杭州）有限公司」を設立。
  - 8月 - 東京証券取引所、大阪証券取引所各第一部に指定替え。
- 2004年10月 - 東京都渋谷区に「株式会社フォネックス・コミュニケーションズ」を設立。
- 2013年6月 - フィリピン共和国マニラ首都圏に現地法人「TOSE PHILIPPINES, INC.」を設立。
- 2022年4月 - 東京証券取引所の市場区分の見直しにより市場第一部からスタンダード市場へ移行。
- 2024年8月 - 経営資源の集中と効率化を図るため、TOSE PHILIPPINES, INC.を解散。市場環境の悪化に伴い、札幌開発センターを閉鎖[10]。

## 開発に携わったゲームタイトル（一部・順不同）
- カービィのブロックボール（ゲームボーイ）
- ファイナルファンタジーV（PlayStation、ゲームボーイアドバンス）
- ファイナルファンタジーVI（PlayStation、ゲームボーイアドバンス）
- ファイナルファンタジーピクセルリマスターシリーズ6作（Steam、iOS 、Android 、Amazon）[11]
- ワールド オブ ファイナルファンタジー（開発サポート）[12]
- ワールド オブ ファイナルファンタジー マキシマ（開発サポート）[13]
- ドラゴンクエストモンスターズ テリーのワンダーランド（ゲームボーイ・カラー共通）
- ドラゴンクエストVII エデンの戦士たち（PlayStation（グラフィックアシスト））
- ドラゴンクエストモンスターズ2 マルタのふしぎな鍵（ゲームボーイ・カラー共通）
- ドラゴンクエストモンスターズ1・2 星降りの勇者と牧場の仲間たち（PlayStation）
- ドラゴンクエストモンスターズ キャラバンハート（ゲームボーイアドバンス）
- スライムもりもりドラゴンクエスト 衝撃のしっぽ団（ゲームボーイアドバンス）
- ドラゴンクエストVIII 空と海と大地と呪われし姫君（PlayStation 2（サウンド）、ニンテンドー3DS）
- スライムもりもりドラゴンクエスト2 大戦車としっぽ団（ニンテンドーDS）
- ドラゴンクエストモンスターズ ジョーカー（ニンテンドーDS）
- ドラゴンクエストIX 星空の守り人（ニンテンドーDS（サウンド））
- ドラゴンクエストモンスターズ ジョーカー2（ニンテンドーDS）
- ドラゴンクエストモンスターズ ジョーカー2 プロフェッショナル（ニンテンドーDS）
- スライムもりもりドラゴンクエスト3 大海賊としっぽ団（ニンテンドー3DS）
- スーパーテトリス 3
- ドラゴンクエストモンスターズ テリーのワンダーランド3D（ニンテンドー3DS）
- ドラゴンクエストモンスターズ テリーのワンダーランドSP[14]
- ドラゴンクエストX 目覚めし五つの種族 オンライン（多機種（開発協力））
- モンスターストライク（ニンテンドー3DS（開発サポート[15]））
- ドラゴンクエストモンスターズ2 イルとルカの不思議なふしぎな鍵（ニンテンドー3DS）
- ドラゴンクエストモンスターズ ジョーカー3（ニンテンドー3DS）
- ドラゴンクエストモンスターズ ジョーカー3 プロフェッショナル（ニンテンドー3DS（開発サポート））[16]
- ドラゴンクエスト ライバルズ（iOS、Android 、Yahoo!ゲーム（開発サポート）[17][18]、Nintendo Switch[19]）
- ドラゴンクエストモンスターズ3 魔族の王子とエルフの旅（Nintendo Switch）
- いただきストリート ドラゴンクエスト&ファイナルファンタジー 30th ANNIVERSARY（開発サポート）[20]
- スーパープリンセスピーチ
- 光神話 パルテナの鏡
- 伝説のスタフィー
- 伝説のスタフィー2
- 伝説のスタフィー3
- 伝説のスタフィー4
- 伝説のスタフィー たいけつ!ダイール海賊団
- カラオケJOYSOUND Wii
- Nintendo×JOYSOUND WiiカラオケU[21]
- クラフトカードゲーム ドットヒーローズ[22]
- サウザンドアームズ
- ふたりで!にゃんこ大戦争[23]
- スーパーロボット大戦MX
- ファイトリーグ（開発サポート）[24]
- スプラトゥーン2（開発サポート）[25]
- 千銃士（開発サポート）[26]
- SEKIRO: SHADOWS DIE TWICE（デザインサポート）[27]
- データカードダス アイカツプラネット!
- うたわれるもの ロストフラグ
- SCARLET NEXUS[28]
- ラグナロクオンラインDS